# Maria Eugénia Rodrigues Branco
Maria Eugénia Rodrigues Branco Pinto do Amaral, conhecida artisticamente como Maria Eugénia, (Lisboa, 1 de abril de 1927 – Lisboa, 25 de agosto de 2016) foi uma popular actriz de cinema e cantora portuguesa, protagonista do filme A Menina da Rádio.

## Biografia
Maria Eugénia nasceu em 1 de abril de 1927, em Lisboa, filha do músico Francisco José da Silva Branco e de Laura Augusta da Silva Rodrigues.
Maria Eugénia era irmã de Maria Antonieta, cançonetista da Emissora Nacional.
O maior sucesso de Maria Eugénia como actriz deu-se em 1944, protagonizando A Menina da Rádio, película de Arthur Duarte. O mesmo realizador, referência da época de ouro do cinema português, viria a dirigi-la ainda em O Hóspede do Quarto Treze e O Leão da Estrela (1947).
Maria Eugénia contracenou com os principais actores de cinema de então, como António Silva, Maria Matos, Laura Alves, Milú, Curado Ribeiro ou Óscar de Lemos.
Entre 1944 e 1948 participou em filmes rodados em Espanha. Para além de O Hóspede do Quarto Treze, co-produção luso-espanhola de Arthur Duarte, em Héroes del 95 de Raúl Alfonso e em Conflicto Inesperado e Quando os Anjos Dormem, de Ricardo Gascón. Neste último Maria Eugénia contracenou com actor italiano Amedeo Nazzari que seria o intermediário de um convite de trabalho do realizador Vittorio de Sica, que a actriz recusou.
Maria Eugénia passou também pela rádio, cantando nos Serões para trabalhadores da Emissora Nacional.
Foi quinze vezes capa de revista.
Terminou a sua curta carreira antes do final dos anos quarenta após o casamento com médico António Pinto do Amaral, de quem foi segunda mulher, sendo mãe do poeta, ensaísta, tradutor e professor de literatura Fernando Pinto do Amaral. O seu filho mais velho, António Alcino Branco Pinto do Amaral, morreu aos vinte anos num acidente rodoviário.
Em 2008, recebeu da Câmara Municipal de Lisboa a Medalha de Mérito Municipal, no seu Grau Ouro, a par de Fernanda Baptista, Milú e Nini Remartinez (Irmãs Remartinez).
Em 2011 foi publicado um livro com a sua biografia Maria Eugénia, A Menina da Rádio, com chancela da Oficina do Livro, da autora Rute Silva Correia com prefácio de Júlio Isidro.
Maria Eugénia morreu em Lisboa, a 25 de agosto de 2016.

## Filmografia
- A Menina da Rádio (1944)[1][6]
- Héroes del 95 (1947)[1][6]
- Quando os Anjos Dormem (1947)[1][6]
- O Hóspede do Quarto Treze (1947)[1][6]
- O Leão da Estrela (1947)[1][6]
- Conflicto Inesperado (1948)[1][6]